# Love Is Dead (альбом Chvrches)
Love Is Dead — третий студийный альбом шотландской синти-поп группы Chvrches, выпущенный 25 мая 2018 года лейблами Virgin EMI Records и Goodbye Records. Во время производства альбома группа сотрудничала с Дэвидом Стюартом из Eurythmics и Мэттом Бернингером из The National, сопродюсером альбома выступил Грег Кёрстин. Альбом был анонсирован Мартином Доэрти в январе 2018 года, а его название стало известно из интервью с вокалисткой Лорен Мэйберри.

## Список композиций
| №                   | Название            | Длительность |
| ------------------- | ------------------- | ------------ |
| 1.                  | «Graffiti»          | 3:38         |
| 2.                  | «Get Out»           | 3:51         |
| 3.                  | «Deliverance»       | 4:12         |
| 4.                  | «My Enemy»          | 3:53         |
| 5.                  | «Forever»           | 3:44         |
| 6.                  | «Never Say Die»     | 4:23         |
| 7.                  | «Miracle»           | 3:08         |
| 8.                  | «Graves»            | 4:43         |
| 9.                  | «Heaven/Hell»       | 5:05         |
| 10.                 | «God's Plan»        | 3:31         |
| 11.                 | «Really Gone»       | 3:11         |
| 12.                 | «II»                | 1:09         |
| 13.                 | «Wonderland»        | 4:35         |
| Общая длительность: | Общая длительность: | 49:03        |